# Wolfram Alpha
WolframAlpha (също стилизирано Wolfram|Alpha) е отговаряща машина (на английски: answer engine), разработена от компанията Wolfram Research, чийто основател и главен изпълнителен директор е Стивън Волфрам.
Това е онлайн услуга, която дава отговори на фактически въпроси чрез пряко изчисляване на структурирана информация, както и чрез предоставяне на списък от уеб страници, които могат да съдържат отговор, точно както търсеща машина извежда списък с резултати. WolframAlph не е търсеща машина.
WolframAlpha стартира на 15 май 2009 г.